# 乱魔堂
乱魔堂（らんまどう）は、1970年代の初頭に活動した日本のロックバンド。1971年結成。1973年解散。

## メンバー
- 松吉久雄（ボーカル）元ブラインド・レモン・ジェファーソン
- 洪栄龍（ギター）元ブラインド・レモン・ジェファーソン。東京都世田谷区出身
- 猿山幸夫（ベース）元ブラインド・レモン・ジェファーソン。東京都出身
- 矢島敏郎（ドラム）八王子市出身
- 告井延隆（ギター）強化メンバー。愛知県出身
- 上村律夫（キーボード）強化メンバー
- 山崎隆史（ギター）元ブルース・クリエイション、頭脳警察。東京都出身

## ディスコグラフィー

### アルバム
- 乱魔堂（1972年8月1日、ポリドール）
  1. ちぇ!
  2. ひたすら
  3. 出発
  4. 恋の赤電話
  5. 風がぴゅー・ぴゅー
  6. 写生
  7. 可笑しな世界
  8. 一握りのブルース
  9. 何の為に
- 1971 SUMMER（1989年11月25日、キティ/URC）
  - 1971年8月に開催された第3回全日本フォークジャンボリーにおけるライブ録音。